# (400099) 2006 TS24
(400099) 2006 TS24 es un asteroide perteneciente al cinturón de asteroides, descubierto el 12 de octubre de 2006 por el equipo del Spacewatch desde el Observatorio Nacional de Kitt Peak, Arizona, Estados Unidos.

## Designación y nombre
Designado provisionalmente como 2006 TS24.

## Características orbitales
2006 TS24 está situado a una distancia media del Sol de 2,591 ua, pudiendo alejarse hasta 3,078 ua y acercarse hasta 2,104 ua. Su excentricidad es 0,188 y la inclinación orbital 6,357 grados. Emplea 1523,62 días en completar una órbita alrededor del Sol.

## Características físicas
La magnitud absoluta de 2006 TS24 es 17,7.